# سوق الصاغة (تونس)
سوق الصاغة هو أحد أسواق تونس، مختص كما يدل على ذلك اسمه بالمصوغ. 

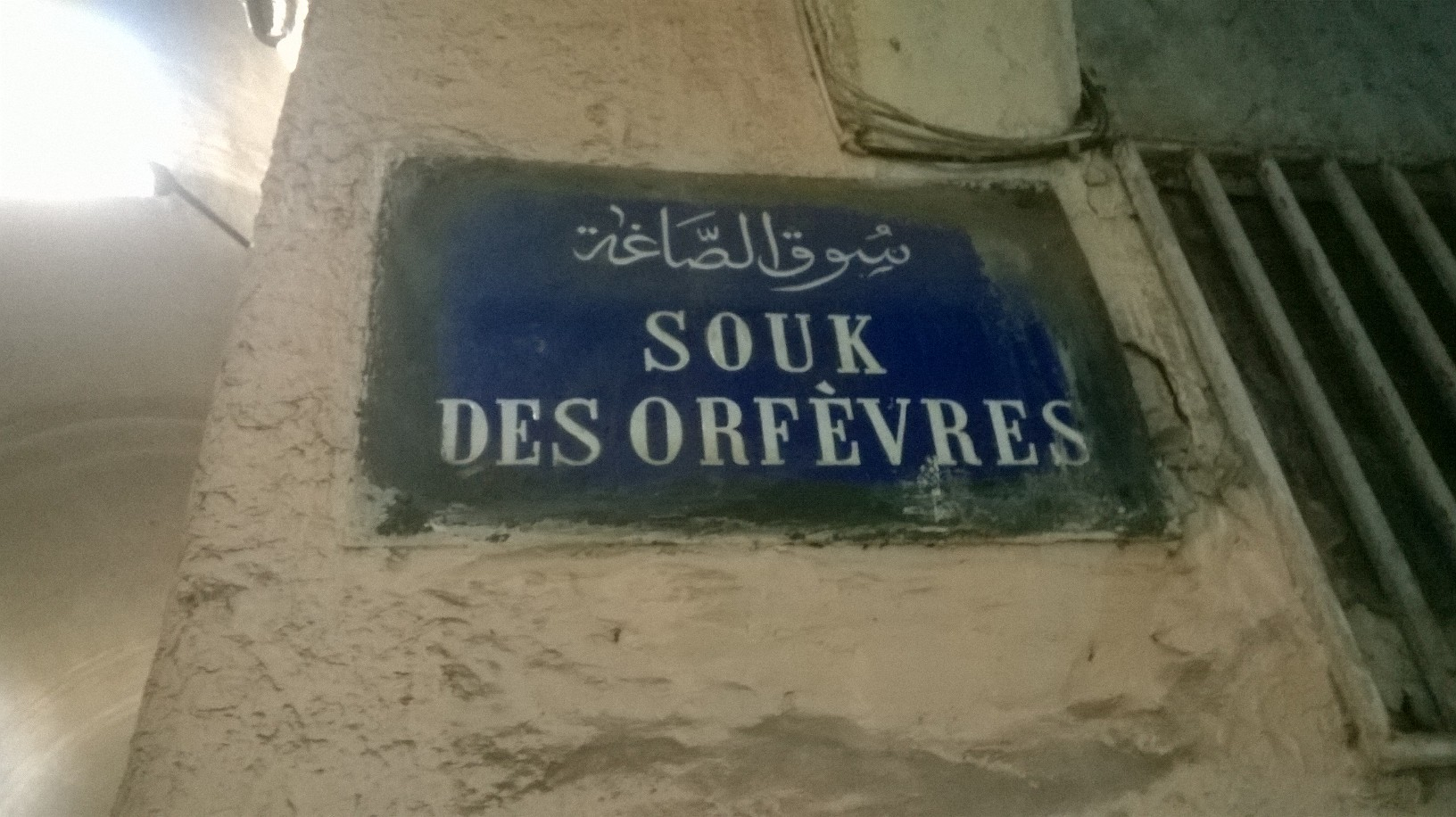
لافتة يظهر عليها اسم سوق الصاغة

## الموقع
يقع سوق الصاغة غربي جامع الزيتونة، قرب سوق البركة المخصص هو أيضا للحلي والمصوغ بيعا وشراء.

## تاريخ
يعود ظهور سوق الصاغة إلى العهد الحفصي (1128-1535)